# Chavot-Courcourt
Chavot-Courcourt é uma comuna francesa na região administrativa do Grande Leste, no departamento de Marne. Estende-se por uma área de 4.42 km², e possui 338 habitantes, segundo o censo de 2018, com uma densidade de 76 hab/km².